# Bertil Holm
Bertil Holm, född 3 november 1922 i Nässjö, död 29 januari 2002 i Grycksbo församling, var en svensk målare, tecknare och teknisk illustratör.
Holm var autodidakt och bosatt i Grycksbo större delen av sitt liv. Enligt honom själv skapade han okomplicerade illustrationer av de upplevelser och intryck han samlat från naturen och olika miljöer.
Holm var ledare för en företagsintern tv-studio och bildateljé. Under en period arbetade han som pappersingenjör och sysslade med framtagning av konstgrafiska papper.